# Torrent de Pareis
El Torrent de Pareis, a l'illa de Mallorca, és un torrent que comença al lloc anomenat s'Entreforc, per la confluència de dos torrents: el Torrent del Gorg Blau o Sa Fosca i el Torrent de Lluc. Després de recórrer una distància d'uns 3,3 km, entre grans penya-segats càrstics, desemboca en l'indret anomenat s'olla, un tram on el llit del torrent s'eixampla considerablement i on presenta gorgs permanents. La desembocadura forma una petita cala de grava vora la mar, unida per un camí de vianants al nucli turístic de sa Calobra, situat a poca distància. El torrent de Pareis creua les possessions de Cosconar, Escorca, Sa Casa Nova i es Bosc, i en total, comptant els seus afluents, té una conca hidrogràfica d'uns 46,5 km². Aquest torrent és molt transitat pels excursionistes, que fan la baixada del barranc partint d'Escorca per arribar fins al nucli turístic de Sa Calobra. El 2003, juntament amb el Gorg Blau i Lluc, el Torrent de Pareis fou declarat Monument Natural.

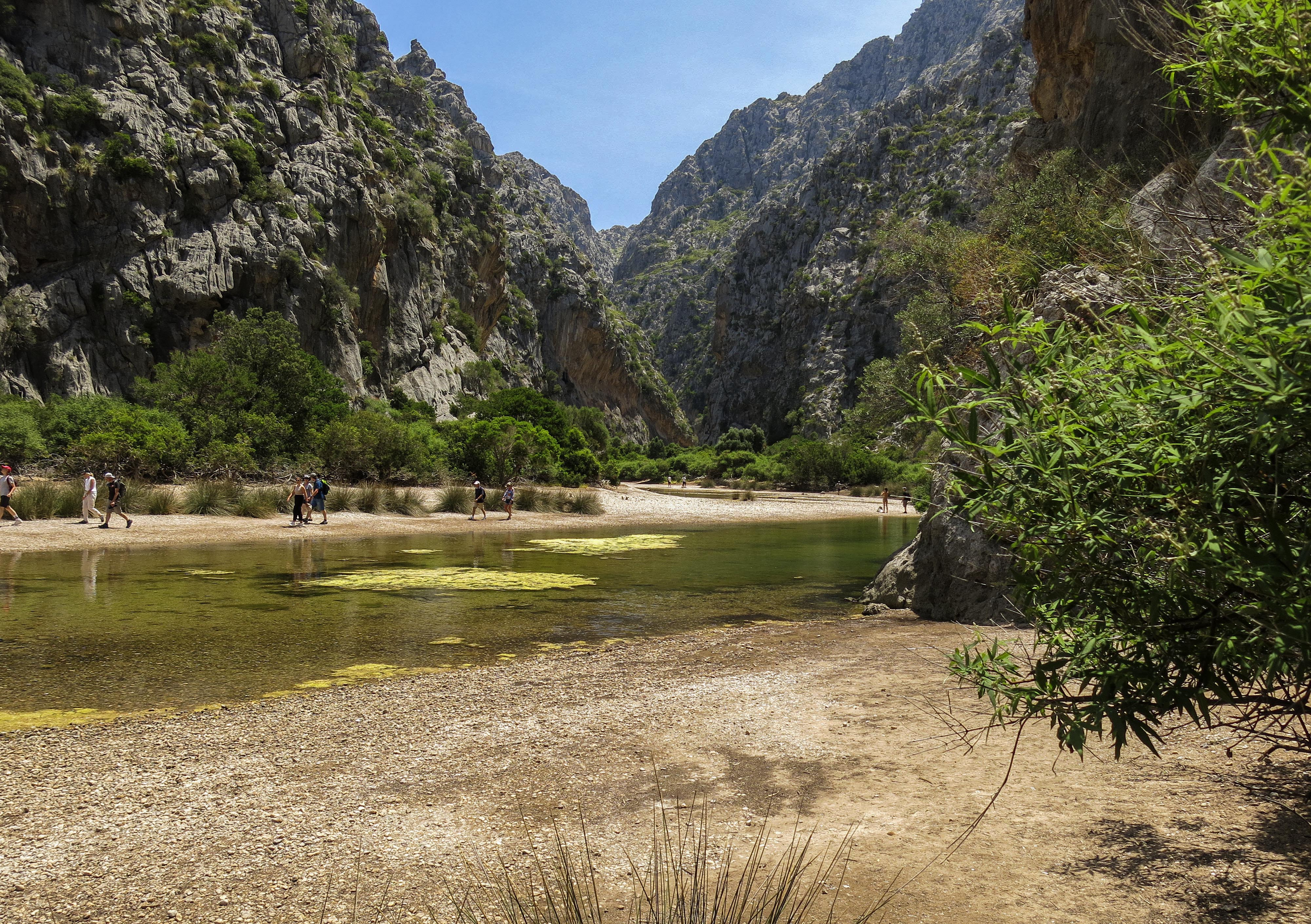
Desembocadura

Es desconeix l'etimologia del nom Pareis. Hi ha diferents teories que proposen el seu origen: del substantiu plural pareis (=parells) explicable per la semblança o paritat dels penyals que voregen el torrent a dreta i esquerra (Diccionari català-valencià-balear); de l'antic perei (= paret) que designa unes altes muralles rocoses (Enric Moreu-Rey); de paraís, lloc pregon de les naus, la sentina de les embarcacions (Joan Coromines); de paradís, un indret sublim o de benestar (Cosme Aguiló Adrover); i finalment de paraís, per anomenar llocs amb bones condicions de refugi o redòs per a les embarcacions (Francesc Canuto Bauçà).
El primer diumenge de juliol s'hi celebra un concert de música coral, que va posar en marxa el 1963 el pintor català resident a Valldemossa, Josep Coll i Bardolet. Organitzada per Bankia i l'Obra Social Sa Nostra, aquesta actuació aprofita l'acústica especial de s'olla i la bellesa de l'entorn d'aquest indret.